# Campionati mondiali di sollevamento pesi 2017 - 63 kg femminile
Le gare di sollevamento pesi della categoria fino a 63 kg femminile — pesi medi — dei campionati mondiali del 2017 si sono svolte dal 30 novembre al 1º dicembre 2017 ad Anaheim presso l'Anaheim Convention Center Arena.

## Programma
L'orario indicato corrisponde a quello californiano (UTC–08:00)
| Data             | Orario | Evento   |
| ---------------- | ------ | -------- |
| 30 novembre 2017 | 13:55  | Gruppo B |
| 1º dicembre 2017 | 17:25  | Gruppo A |

## Medagliate
Per ciascun esercizio, le prime tre classificate sono le seguenti:
| Esercizio | Oro           | Oro    | Argento            | Argento | Bronzo         | Bronzo |
| --------- | ------------- | ------ | ------------------ | ------- | -------------- | ------ |
| Strappo   | Loredana Toma | 109 kg | Maude Charron      | 102 kg  | Lina Rivas     | 101 kg |
| Slancio   | Loredana Toma | 128 kg | Rattanawan Wamalun | 127 kg  | Lina Rivas     | 124 kg |
| Totale    | Loredana Toma | 237 kg | Lina Rivas         | 225 kg  | Mercedes Pérez | 225 kg |

## Record
Prima di questa competizione, i record mondiali esistenti erano i seguenti:
| Record mondiale | Strappo | Svetlana Carukaeva | 117 kg | Parigi, Francia         | 8 novembre 2011 |
| Record mondiale | Slancio | Deng Wei           | 147 kg | Rio de Janeiro, Brasile | 9 agosto 2016   |
| Record mondiale | Totale  | Deng Wei           | 262 kg | Rio de Janeiro, Brasile | 9 agosto 2016   |

## Risultati
| Pos. | Atleta                             | Gr. | Peso atleta | Strappo (kg) | Strappo (kg) | Strappo (kg) | Strappo (kg) | Slancio (kg) | Slancio (kg) | Slancio (kg) | Slancio (kg) | Totale   |
| Pos. | Atleta                             | Gr. | Peso atleta | 1            | 2            | 3            | Pos.         | 1            | 2            | 3            | Pos.         | Totale   |
| ---- | ---------------------------------- | --- | ----------- | ------------ | ------------ | ------------ | ------------ | ------------ | ------------ | ------------ | ------------ | -------- |
|      | Loredana Toma (ROU)                | A   | 62.87       | 103          | 106          | 109          |              | 123          | 126          | 128          |              | 237      |
|      | Lina Rivas (COL)                   | A   | 62.51       | 101          | 104          | 104          |              | 120          | 124          | 127          |              | 225      |
|      | Mercedes Pérez (COL)               | A   | 62.69       | 97           | 101          | 101          | 4            | 123          | 124          | 124          | 4            | 225      |
| 4    | Rattanawan Wamalun (THA)           | A   | 62.63       | 92           | 96           | 98           | 5            | 124          | 127          | 127          |              | 225      |
| 5    | Maude Charron (CAN)                | B   | 62.72       | 95           | 99           | 102          |              | 118          | 122          | 122          | 5            | 224      |
| 6    | Sarah Davies (GBR)                 | A   | 62.84       | 88           | 91           | 93           | 15           | 118          | 121          | 124          | 6            | 209      |
| 7    | Maria Grazia Alemanno (ITA)        | A   | 62.13       | 90           | 93           | 95           | 6            | 110          | 113          | 113          | 12           | 208      |
| 8    | Chiang Nien-hsin (TPE)             | A   | 60.80       | 90           | 90           | 90           | 11           | 114          | 118          | 122          | 7            | 208      |
| 9    | Akane Yoshida (JPN)                | A   | 61.86       | 87           | 90           | 92           | 8            | 112          | 115          | 117          | 8            | 207      |
| 10   | Mahassen Fattouh (LBN)             | B   | 62.80       | 86           | 89           | 91           | 9            | 108          | 113          | 117          | 11           | 204      |
| 11   | Eri Mitsuke (JPN)                  | A   | 62.60       | 88           | 88           | 92           | 16           | 110          | 113          | 115          | 9            | 203      |
| 12   | Anni Vuohijoki (FIN)               | A   | 62.73       | 90           | 90           | 90           | 10           | 112          | 112          | 115          | 13           | 202      |
| 13   | Mona Pretorius (RSA)               | B   | 62.39       | 88           | 88           | 91           | 17           | 112          | 112          | 115          | 14           | 200      |
| 14   | Irene Martínez (ESP)               | B   | 62.31       | 92           | 92           | 97           | 7            | 100          | 105          | 108          | 21           | 197      |
| 15   | Yadira Nazereno (ECU)              | B   | 62.99       | 83           | 87           | 89           | 13           | 103          | 108          | 112          | 16           | 197      |
| 16   | Galya Shatova (BUL)                | B   | 62.70       | 85           | 88           | 88           | 18           | 105          | 108          | 110          | 17           | 196      |
| 17   | Björk Óðinsdóttir (ISL)            | B   | 62.82       | 82           | 85           | 88           | 21           | 106          | 109          | 112          | 15           | 194      |
| 18   | Saara Leskinen (FIN)               | B   | 62.92       | 84           | 87           | 89           | 14           | 99           | 104          | 109          | 22           | 193      |
| 19   | Ganzorigiin Anuujin (MGL)          | B   | 62.85       | 84           | 87           | 90           | 20           | 100          | 106          | 109          | 19           | 193      |
| 20   | Mădălina Molie (ROU)               | B   | 60.34       | 87           | 91           | 92           | 19           | 105          | 111          | 112          | 20           | 192      |
| 21   | Eldi Paredes (PER)                 | B   | 62.72       | 77           | 80           | 83           | 22           | 103          | 107          | 109          | 18           | 190      |
| —    | Nguyễn Thị Tuyết Mai (VIE)         | A   | 62.81       | 89           | —            | —            | 12           | 124          | 125          | 125          | —            | —        |
| —    | Angelica Roos (SWE)                | B   | 60.90       | 85           | 85           | 85           | —            | —            | —            | —            | —            | —        |
| —    | Jessica Lucero (USA)               | A   | 61.76       | 90           | 90           | 91           | —            | 110          | 114          | 114          | 10           | —        |
| —    | Oluwatoyin Victoria Adesanmi (NGR) | B   | ritirata    | ritirata     | ritirata     | ritirata     | ritirata     | ritirata     | ritirata     | ritirata     | ritirata     | ritirata |